# Ortheziolacoccus fercsii
Ortheziolacoccus fercsii är en insektsart som först beskrevs av Ferenc Kozár och Miller 2000.  Ortheziolacoccus fercsii ingår i släktet Ortheziolacoccus och familjen vaxsköldlöss.
Artens utbredningsområde är Tanzania. Inga underarter finns listade i Catalogue of Life.